# NGC 3955
NGC 3955 est une galaxie lenticulaire située dans la constellation de la Coupe. NGC 3955 a été découverte par l'astronome germano-britannique William Herschel en 1786.

## Caractéristiques
La galaxie NGC 3955 présente une large raie HI. Elle renferme également des régions d'hydrogène ionisé.

### Distance
Sa vitesse par rapport au fond diffus cosmologique est de 1 842 ± 26 km/s, ce qui correspond à une distance de Hubble de 27,2 ± 1,9 Mpc (∼88,7 millions d'al).
À ce jour, une mesure non basée sur le décalage vers le rouge (redshift) donne une distance d'environ 20,600 Mpc (∼67,2 millions d'al). Cette valeur est à l'extérieur des valeurs de la distance de Hubble. Mais, puisque cette galaxie est relativement rapprochée du Groupe local, il se pourrait que cette valeur soit plus près de la distance réelle de NGC 3955. Notons que c'est avec la valeur moyenne des mesures indépendantes, lorsqu'elles existent, que la base de données NASA/IPAC calcule le diamètre d'une galaxie.

### Luminosité dans l'infrarouge
La luminosité de la galaxie NGC 3955 dans l'infrarouge lointain (de 40 à 400 µm)  est égale à 8,71 × 1009 {\displaystyle L_{\odot }} (109,94{\displaystyle L_{\odot }}) et sa luminosité totale dans l'infrarouge (de 8 à 1 000 µm) est de 1,32 × 1010 {\displaystyle L_{\odot }} (1010,12{\displaystyle L_{\odot }}).

## Groupe de NGC 4038
Selon A.M. Garcia, la galaxie NGC 3955 fait partie d'un groupe de galaxies qui compte au moins 27 membres, le groupe de NGC 4038. Les autres membres du New General Catalogue du groupe sont NGC 3956, NGC 3957, NGC 3981, NGC 4024, NGC 4027, NGC 4033, NGC 4035, les galaxies des Antennes (NGC 4038 et NGC 4039) ainsi que NGC 4050.

### Superamas de la Vierge
Le groupe de NGC 4038 fait partie du superamas de la Vierge aussi appelé le Superamas local,.